# Lille kobbersneppe
Lille kobbersneppe (Limosa lapponica) er en vadefugl, der ses som almindelig trækgæst fra det nordlige Fennoskandinavien på vej til overvintring i Vestafrika eller langs Vesteuropas kyster, nogle få overvintrer også i Vadehavet.
Den lille kobbersneppe ligner stor kobbersneppe, men mangler de tydelige sort-hvide kontraster på vinger og hale. Desuden holdes kroppen vandret, når den går, mens stor kobbersneppe har en mere opret holdning. Stemmen er et gøende kirruk eller giv-giv.

## Træk
Den lille kobbersneppe trækker i flokke til Østasiens, Alaskas, Australiens, Afrikas, Nordvesteuropas og New Zealands kyster.
Den newzealandske underart Limosa lapponica baueri kaldes 'Kūaka' på maori.
I 2007 blev det vist, at den newzealandske underart trækker fra New Zealand til det Gule Hav - det længste kendte fugletræk uden mellemlandinger. Dr. Clive Minton fra Australasian Wader Studies Group udtalte at afstanden mellem lokationerne er 9575 km, men at den faktisk fløjne afstand var 11026 km, og at trækket tog omkring ni dage. I alt fald tre andre små kobbersnepper ser også ud til at være fløjet direkte til det Gule Hav fra New Zealand.
Én hun i flokken, "E7", fløj videre fra Kina til Alaska, hvor hun blev gennem ynglesæsonen. Den 29. august 2007 fløj hun fra Avinof-halvøen i Vestalaska uden stop til Piako River nær Thames, New Zealand, og satte dermed ny rekord på 11680 km.
|                                  |
| Lille kobbersneppe i vinterdragt |